# رابطة مسلمي البنجاب
عندما تأسست رابطة مسلمي عموم الهند في دكا في 30 ديسمبر 1906 خلال مؤتمر عموم الهند التربوي المحمدي، شارك فيه القادة المسلمون البنجاب، أمثال محمد شفيع الديوبندي، نظم ميان محمد شفيع الديوبندي جمعية إسلامية في أوائل عام 1906، ولكن عندما تم تشكيل ررابطة مسلمي عموم الهند، أسس فرعها في البنجاب وأصبح أمينًا عامًا له، وانتُخب شاه دين كأول رئيس له في نوفمبر 1907، وعُرِفَ هذا الفرع باسم رابطة مسلمي البنجاب.